# Laust Rasmussen (1850-1924)
 Der er flere personer med dette navn, se Laust Rasmussen.
Laurids Rasmussen (kaldet Laust Rasmussen, født 21. november 1850 i Nollund, død 14. december 1924 i Grindsted) var en dansk husmand og politiker.
Han var søn af gårdmand Rasmus Lauridsen og Else Thomsen (død 1910), fik kun en begrænset undervisning i landsbyskolen, blev hyrdedreng og karl på den fædrene gård lidt nordvest for Grindsted og stod i snedkerlære 1870 og overtog 1877 som husmand og snedker Grindsted Gammelgård. Især i provisorietiden efter 1885 blev han politisk vakt og holdt taler på egnen. Han var sognerådsmedlem fra 1886 til 1892 og folketingsmand for Bækkekredsen fra 1890 indtil 1918, valgt først som tilhænger af Christen Berg, siden for Venstrereformpartiet og til slut for Venstre. Han havde sæde i Forsvarskommissionen 1902-1908 og af tilsynsrådet for Kongeriget Danmarks Hypotekbank fra 1908.
Laust Rasmussen gav jernbanevæsenet sin særlige interesse, og han medvirkede til, at Grindsted blev et knudepunkt for jernbaner. Også på andre områder fik han indflydelse. Han var 1907-1912 ordfører for loven om skolebespisning, hvor han repræsenterede landbosynspunktet over for Peter Sabroe, var formand for fællesudvalget ved Retsplejelovens gennemførelse 1908 og medlem af Forsvarskommissionen 1902-1908. Han var tro mod sit parti, men havde selvstændighed nok til fx at opponere mod salget af Dansk Vestindien i 1903 og 1916.
Han var tillige formand for Grindsted Afholdsforening 1883-1888, for Grindsted Skyttekreds 1885-1887 og fra 1904, medlem af repræsentantskabet for Wistofts Brandforsikring fra 1894.
1912 blev Laust Rasmussen gift med Andrea Hansigne Andersen fra Sjælland.
Laust Rasmussen er begravet på Grindsted Kirkegård. 
Han er portrætteret på Oscar Matthiesens maleri af Den grundlovgivende Rigsdag 1915 (1923, Folketinget).